# مارسيو ديوغو
مارسيو ديوغو (هانغل: 마르시우 지오구) هو لاعب كرة قدم برازيلي وكوري جنوبي في مركز الهجوم، ولد في 22 سبتمبر 1985 في Pinheiro, Maranhão ‏ في البرازيل. لعب مع سوون سامسونغ بلووينغز ونادي أفاي لكرة القدم ونادي بارانا ونادي بوا إيسبورت ونادي بونتي بريتا ونادي سامبايو كوريا ونادي ساو بيرناردو ونادي فورتاليزا ونادي كروزيرو.

## وصلات خارجية
- مارسيو ديوغو على موقع دوري كوريا الجنوبية (الإنجليزية)
- مارسيو ديوغو على موقع قاعدة بيانات كرة القدم.إي يو (الإنجليزية)
- مارسيو ديوغو على موقع Soccerway.com (الإنجليزية)